# رآکتور کاندو

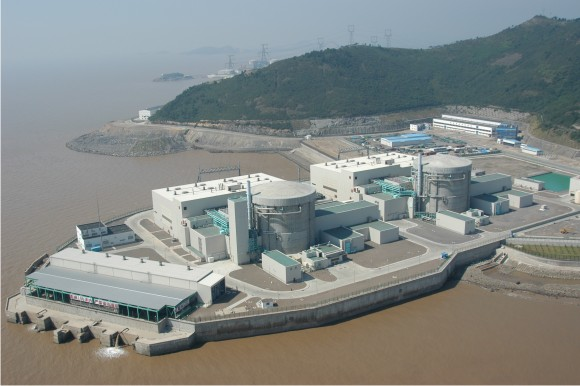
نیروگاه هسته‌ای گینشان فاز 3 واحد 1 و 2 واقع در شهرستان های یان

رآکتور کاندو (به انگلیسی: CANDU reactor) (کوتاه شده عبارت اورانیوم دوتریم کانادایی) توسط کانادایی‌ها طراحی شده‌است. رآکتور کاندو رآکتور آب‌سنگین آب فشرده است. مخفف اشاره به اکسید-دوتریم به عنوان معتدل‌کننده و از آن برای سوخت اورانیوم (اصلی، اورانیوم) استفاده می‌شود.
راکتور کاندو اولین بار در سال ۱۹۵۰ و ۱۹۶۰ با همکاری بین سازمان انرژی اتمی کانادا(AECL)، کمیسیون تولید برق هیدرو-الکتریکی آنتاریو (امروزه با نام تولید برق آنتاریو)، جنرال الکتریک کانادایی (امروزه با نام GE) و دیگر شرکت‌ها توسعه یافت.
همه رآکتورهای ساخته شده در کانادا از نوع رآکتور کاندو است، مانند نیروگاه هسته‌ای براوس، دومین نیروگاه بزرگ هسته‌ای جهان با ظرفیت تولید ۶۲۷۲ مگاوات.
این رآکتورها به بازارهای جهانی نیز راه یافته‌اند و واحدهای عملیاتی کاندو در حال حاضر در کشورهای هند، پاکستان، آرژانتین، کره جنوبی، رومانی و چین کار می‌کنند. در اکتبر ۲۰۱۱، دولت فدرال کانادا مجوز طراحی کاندو را برای انرژی کاندو صادر نمود که رآکتورهای سابق توسعه یابد و بخش بازاریابی توسط شرکت AECL در آن زمان صورت پذیرد.

## طراحی و عملکرد

شکل شماتیک از یک راکتور کاندو:۱.بسته سوخت ۲.هسته راکتور ۳.میله های تنظیم کننده ۴.فشار دهنده ۵. ژنراتور بخار ۶.پمپ آب سبک ۷.پمپ آب سنگین ۸.ماشین سوخت رسانی ۹.تعدیل کننده آب سنگین ۱۰.لوله فشار ۱۱.بخار به توربین بخار می رود ۱۲.بازگشت آب سرد از توربین ۱۳.ساختمان مهار ساخته شده از بتن مسلح

نیروگاه تولید الکتریسیته کاندو در یک مد مشابه به عنوان یک ایستگاه تولید قدرت با سوخت فسیلی به‌شمار می‌رود. گرما توسط سوخت سوزانده شده تولید می‌شود و گرما برای چرخاندن توربین بخار به کار می‌رود که به‌طور معمول در جداکننده «سالن قدرت» نمایش داده می‌شود. در حالی که در یک نیروگاه سوخت زغال‌سنگ، زغال‌سنگ با هوا می‌سوزد و اغلب تولید کربن دی‌اکسید و خاکستر می‌نماید، اما رآکتور کاندو سوخت هسته‌ای در داخل مصرف می‌کند، زمانی که سوخت می‌سوزد گرما از رآکتور خارج می‌شود و باقی‌مانده حاوی سطح بالای مواد رادیواکتیو می‌باشد.
واکنش‌های شکافت در درون هسته رآکتور به آب سنگین فشرده شده که در حلقه اولیه خنک‌کننده قرار دارد انجام می‌شود. یک مبدل گرما که به عنوان یک تولیدکننده بخار نیز به کار می‌رود، گرما را به آب سبک در حلقه دوم خنک‌کننده منتقل می‌کند که توان یک توربین بخار با ژنراتور تولید الکتریسیته به آن بستگی دارد (برای یک نوع از سیکل رانکین ترمودینامیکی).
پس از آن، بخار خروجی از توربین‌ها خنک می‌شوند و به عنوان خوراک برای تولید بخار به کار می‌رود. اغلب خنک کاری آب با منبع نزدیک به آن صورت می‌گیرد، مانند دریاچه، رودخانه، یا اقیانوس، و از یک پخش‌کننده برای گستردن دمای خروجی در یک حجم زیاد، و داشتن تأثیرات محدود در محیط استفاده می‌شود. یک برج خنک‌کننده نیز می‌تواند مورد استفاده قرار گیرد اما با کاهش راندمان و افزایش قیمت خنک کاری همراه می‌شود.
بیشتر طراحی های راکتورهای تجاری از آب معمولی به عنوان تعدیل کننده استفاده می‌کنند. آب مقداری از نوترون ها را جذب می کند، به اندازه‌ای که ادامه واکنش در اورانیوم طبیعی ممکن نیست. کاندو این آب سبک را با آب سنگین جایگزین می کند. نوترون اضافی آب سنگین توانایی آن در جذب نوترون‌های اضافی را کاهش می‌دهد و در نتیجه اقتصاد نوترونی بهتری ایجاد می کند. این به کاندو اجازه می‌دهد تا بر روی اورانیوم طبیعی غنی نشده یا اورانیوم مخلوط شده با طیف گسترده‌ای از مواد دیگر مانند پلوتونیوم و توریم کار کند. این هدف اصلی طراحی کاندو بود. با بهره برداری از اورانیوم طبیعی هزینه غنی سازی کاهش می یابد. این همچنین یک مزیت در زمینه اشاعه هسته‌ای است، زیرا نیازی به تاسیسات غنی سازی وجود ندارد، که ممکن است برای جنگ افزار های هسته‌ای نیز استفاده شود.

### کالاندریا و طراحی سوخت
در طراحی های معمولی راکتور آب سبک (LWR)، کل هسته شکافت پذیر در یک مخزن تحت فشار بزرگ قرار می گیرد. مقدار گرمایی که می تواند توسط یک واحد خنک کننده حذف شود تابعی از دما است. با تحت فشار قرار دادن هسته، آب را می توان قبل از جوشیدن تا دمای بسیار بالاتری گرم کرد، در نتیجه حرارت بیشتری را از بین می برد و اجازه می دهد تا هسته کوچکتر و کارآمدتر شود.
ساخت یک مخزن تحت فشار با اندازه مورد نیاز یک چالش مهم است و در زمان طراحی کاندو، صنایع سنگین کانادا فاقد تجربه و توانایی لازم برای ریخته‌گری و ماشینکاری مخازن تحت فشار راکتور با اندازه مورد نیاز بود. این مشکل با چگالی شکافت کمتر سوخت اورانیوم طبیعی تقویت می شود که به هسته راکتور بزرگتری نیاز دارد. این موضوع به قدری مهم بود که حتی مخزن تحت فشار نسبتا کوچکی که در اصل برای استفاده در NPD(اولین راکتور هسته‌ای کانادا و نمونه اولیه طراحی کاندو) قبل از طراحی مجدد در اواسط ساخت در نظر گرفته شده بود، نمی‌توانست در داخل کشور ساخته شود و به جای آن باید در اسکاتلند ساخته می شد. توسعه داخلی فناوری مورد نیاز برای تولید مخازن تحت فشار به اندازه مورد نیاز برای راکتورهای توان متوسط آب سنگین در مقیاس تجاری بسیار بعید به نظر می رسید.
در کاندو بسته های سوخت با قطر حدود 10 سانتی متر از بسیاری لوله‌های فلزی کوچکتر تشکیل شده است. بسته‌ها در لوله‌های تحت فشار درون یک ظرف بزرگتر حاوی آب سنگین اضافی قرار دارند که صرفاً به عنوان تعدیل کننده عمل می‌کند. این ظرف بزرگتر که به نام calandria شناخته می شود، تحت فشار نیست و در دمای بسیار پایین تری باقی می ماند و ساخت آن را بسیار آسان می کند. به منظور جلوگیری از نشت گرما از لوله های فشار به داخل تعدیل کننده اطراف، هر لوله فشار در یک لوله کالاندریا محصور شده است. گاز دی اکسید کربن در شکاف بین دو لوله به عنوان یک عایق عمل می کند. مخزن تعدیل کننده همچنین به عنوان یک سینک حرارتی بزرگ عمل می کند که یک ویژگی ایمنی اضافی را فراهم می کند.
در یک راکتور آب تحت فشار معمولی، سوخت‌گیری سیستم نیاز به خاموش کردن هسته و باز کردن مخزن تحت فشار دارد. در کاندو، تنها لوله‌ای که سوخت‌گیری می‌شود نیاز به کاهش فشار دارد. این اجازه می دهد تا سیستم کاندو به طور مداوم بدون خاموش شدن سوخت گیری شود، یکی دیگر از اهداف اصلی طراحی. در سیستم‌های مدرن، دو ماشین روباتیک به صفحه‌های راکتور متصل می‌شوند و درپوش‌های انتهایی یک لوله فشار را باز می‌کنند. یک ماشین سوخت جدید را فشار می دهد، به این ترتیب سوخت تخلیه شده به بیرون رانده و در انتهای دیگر جمع می شود. یک مزیت عملیاتی قابل توجه سوخت‌گیری آنلاین این است که یک بسته سوخت خراب یا نشتی را می‌توان پس از قرار گرفتن از هسته جدا کرد، بنابراین سطوح تشعشع در حلقه خنک‌کننده اولیه کاهش می‌یابد.

## ویژگی های ایمنی
کاندو شامل تعدادی ویژگی ایمنی فعال و غیرفعال در طراحی خود است. برخی از اینها از اثرات جانبی طرح فیزیکی سیستم هستند.

## جستارهای مرتبط
- رآکتور VVER
- رآکتور APR-۱۴۰۰
- رآکتور آب‌سنگین
- رآکتور آب‌سنگین فشرده
- نیروگاه هسته‌ای براوس
- حذف تدریجی انرژی هسته ای